# Pan Piao
Pan Piao (čínsky pchin-jinem Bān Biāo, znaky 班彪; 3–54), zdvořilostní jméno Šu-pchi (čínsky pchin-jinem Shūpí, znaky 叔皮, byl čínský historik chanské doby.

## Život a dílo
Pan Piao se narodil roku 3 n. l., pocházel ze Sien-jangu (v čínské provincii Šen-si). Byl konfuciánským učencem a úředníkem. Po roce 36 začal psát pokračování Zápisků historika, všeobecných dějin Číny, které končily vládou chanského císaře Wu-tiho (panoval v letech 141–87 př. n. l.). Zemřel roku 54, poté jeho syn Pan Ku prostudoval jeho dílo a rozvinul je v Chan-šu, dějiny Číny od roku 206 př. n. l. do 25 n. l., tj. historii dynastií raná Chan a Sin.
Po smrti Pan Kua dokončila Chan-šu Pan Piaova dcera Pan Čao.
Mladší syn Pan Piaa, Pan Čchao, vojevůdce a diplomat, ve službách chanských císařů ovládal „Západní kraj“, přičemž jeho vojáci došli až ke Kaspickému moři.